# 고전초등학교
고전초등학교는 대한민국 경상남도 하동군 고전면 범아리에 있는 공립 초등학교이다.

## 학교 연혁
- 1929년 9월 1일 고전공립보통학교 개교
- 1938년 4월 1일 고전공립심상소학교로 개칭
- 1941년 4월 1일 고전공립국민학교로 개칭
- 1981년 2월 1일 병설유치원 개원
- 1996년 3월 1일 고전초등학교로 개칭
- 2005년 3월 1일 고하분교장 통합
- 2016년 3월 1일 제30대 유정희 교장 취임
- 2017년 2월 16일 제85회 졸업식(졸업생 총 3,884명)

## 참고 자료
- 고전초등학교 - 한국교육학술정보원 학교알리미